# Mary Edwards
Pour les articles homonymes, voir Mary Edwards (calculatrice humaine) et Edwards.
Mary Edwards (vers 1703/1705 - 23 août 1743) est une mécène britannique, membre de la haute bourgeoisie marchande et fidèle amie de William Hogarth. Elle est peut-être la femme la plus riche du monde de son époque. 

## Biographie
Mary Edwards est née entre 1703 ou 1705. Né en 1668, son père est Francis Edwards of Kensington and Welham Grove, esquire, riche marchand, ayant épousé Anna Margaretha Vernatti, originaire des Pays-Bas espagnols, également fortunée. Il possédait d'importantes terres dans le Leicestershire, dont le village de Welham, mais aussi dans le Northamptonshire, Middlesex, Hertford, Kent, et dans la Cité de Londres, ainsi que des parts dans le canal de la New River Company. Mary est sa fille unique. Elle hérite de ses biens après sa mort, en 1729, faisant d'elle à cette époque la plus riche héritière d'Angleterre, une fortune estimée à 60 000 £ de rentes annuelles. 
La jeune célibataire ne tarde pas à attirer à elle quantité de prétendants. Sans l'accord de sa mère, elle épouse secrètement en 1731 lord Anne Douglas-Hamilton (1709-1748), dont elle a un enfant, Gerard-Anne Edwards (1734-1773). Elle se sépare de son compagnon peu après, réussissant à le répudier devant le Parlement en mai 1734, en arguant du fait que, dépensier, il risquait de dilapider sa fortune et celle de leur fils. Elle récupéra l'usufruit de tous ses biens. 
C'est en 1733 qu'elle rencontre William Hogarth et qu'elle lui conseille de revenir à la peinture satirique. Jusqu'à sa mort, elle reste fidèle à leur amitié, se comportant en mécène, ce qui à l'époque, n'était pas courant de la part d'une femme. Elle lui commanda le portrait du petit Gerard-Anne dans son berceau (1733, The National Trust, Bearsted Collection) puis son portrait en pied (1742). Elle est à l'origine de la composition Taste in High Life (1742) pour le prix de 60 guinées. Elle possédait également de Hogarth, la toile Southwark Fair (1733, Cincinnati Art Museum).
Elle meurt peu après, le 23 août 1743.
Son fils Gerard-Anne Edwards épouse lady Jane Noel, fille de Baptist Noel, 4e comte de Gainsborough, dont descendants. Ce sont eux qui vendent le portrait de Miss Mary Edwards au début du XXe siècle, via Knoedler : Henry Clay Frick l'acquiert en 1914.